# ヨーロッパホラアナライオン
ヨーロッパホラアナライオンまたはヨーロッパドウクツライオン（学名：Panthera leo fossilis）は、食肉目（ネコ目）- ネコ科- ヒョウ属に分類される、すでに絶滅した大型肉食性哺乳類。通常、ホラアナライオンの初期の1亜種と考えられている。
約70万年前（新生代第四紀更新世チバニアン）のヨーロッパに出現し、少なくとも約55万年前（同世同期）よりのちも棲息していたと見られる。

## 呼称
学名は、「化石種（fossilis）のライオン（Panthera leo）」の意。
日本語でもそのまま「パンテーラ・レオ・フォッシリス」などと呼ぶ場合もある。
英語では European cave lion 「ヨーロッパ洞窟ライオン」と呼ぶのが一般的である。
中国語名は「原始獅」（yuánshǐshī; ユアンシーシー）。

## 発見史
化石は、ドイツの小村モースバッハ（Mosbach。）から数多くの骨片としてもたらされた。それらは現在、ヴィースバーデンで見ることができる。
さらに、ハイデルベルク近郊のマウアーからは頭蓋骨化石がほぼ完全な形で発見されている。
ヨーロッパにおけるヨーロッパホラアナライオンの最も古い化石は、イタリア・モゼール州のイゼルニアにて発見された約70万年前のものである。
ケニアのオルドヴァイから発見された約175万年前（更新世初期）のライオンの顎骨化石は、ヨーロッパホラアナライオンとの間に著しい類似性を示している。

## 生物的特徴

### 形態
体長は平均値で約2.40 mと、現生ライオンに比して0.5m程度上回る。
また、本種の最大個体の体長は、史上最大のネコ科動物とされるアメリカライオン（学名：Panthera atrox、英語名：American Lion。更新世前中期。絶滅種）に匹敵している。

### 分類

#### 分類上の位置づけ
ヨーロッパホラアナライオンからは、約30万年前（更新世後期）のヨーロッパにおいて、ユーラシアホラアナライオン（Panthera spelaea、英語名：Cave lion、Upper Pleistocene European cave lion 〈後者は「更新世後期ヨーロッパ洞窟ライオン」の意〉）が分化している。

#### 近縁種

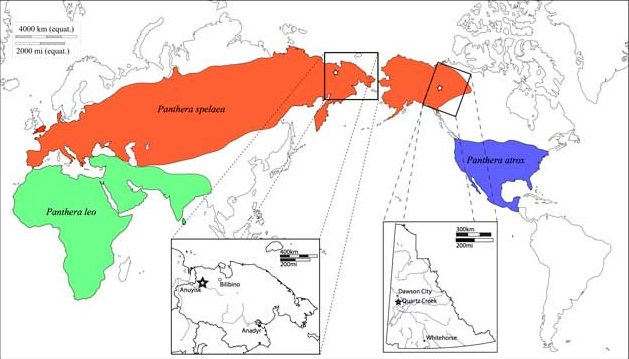
近縁種の分布。
緑：ライオン（Panthera leo）
赤：ホラアナライオン（Panthera spelaea）
青：アメリカライオン（Panthera atrox）

基本的表記は左から順に、学名、和名および和訳名、英語名を示す。† は「絶滅」の意。
- Panthera leo　ライオン　Lion
  - † Panthera leo fossilis　ヨーロッパホラアナライオン　Early Middle Pleistocene European cave lion
  - † Panthera leo europaea　ヨーロッパライオン　European lion
  - Panthera leo persica　インドライオン　Asiatic lion
  - インドライオン以外の現生するライオン、すなわち、アフリカの現生ライオン（複数亜種）
  - † 有史時代に絶滅したライオン（複数亜種）
- † Panthera spelaea　ホラアナライオン　Cave lion
  - † Panthera spelaea vereshchagini　ヒガシシベリアホラアナライオン、もしくは、ベーリングホラアナライオン[5]　East Siberian cave lion or Beringian cave lion
- † Panthera youngi　ヨウシトラ[6]
- † Panthera atrox　アメリカライオン　American lion